# Fuad Ibrahimov

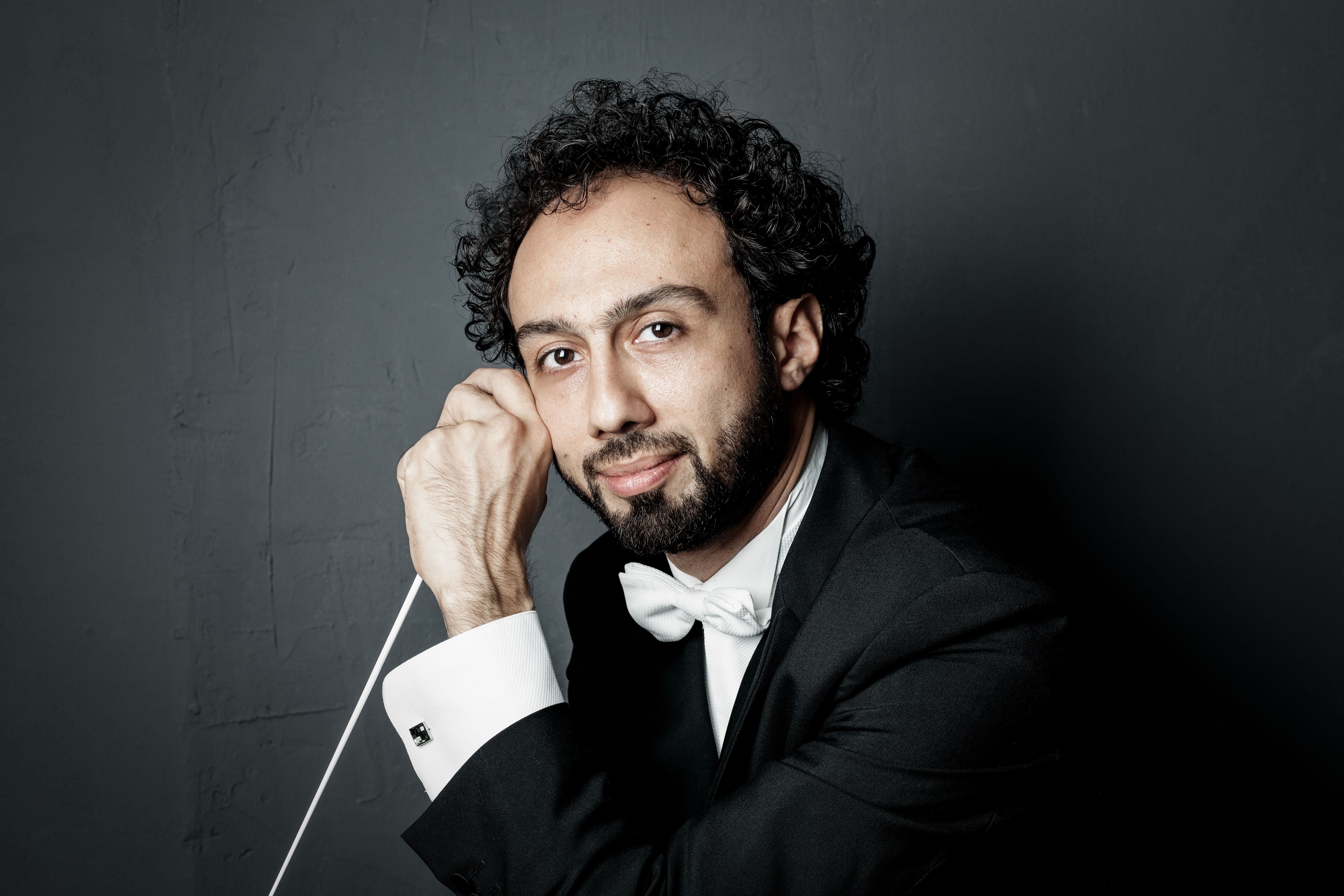
Fuad Ibrahimov (2017)

Fuad Ibrahimov (* 2. September 1982 in Schuscha (Bergkarabach), Aserbaidschan.) ist ein aserbaidschanischer Dirigent, Leiter des Staatlichen Sinfonieorchesters Aserbaidschan, Chefdirigent der Neuen Philharmonie München und des Baku Chamber Orchestra, Verdienter Künstler der Republik Aserbaidschan.

## Biographie
Fuad Ibrahimov wurde 1982 in Schuscha / Aserbaidschan geboren. Bereits mit 15 Jahren erhielt er seine erste Anstellung als Bratscher im staatlichen Sinfonieorchester Aserbaidschan. Gleichzeitig begann er ein Viola-Studium an der dortigen Musikakademie bei Tofik Aslanov und Bayandur Mekhtiyev. Dieses führte er nach der Diplomprüfung ab 2002 an der Musikhochschule Köln in der Klasse Rainer Moog weiter. Nach dem Solistendiplom setzte er sein Studium ab 2006 in der Dirigierklasse von Michael Luig fort und bestand im Jahr 2011 die Diplomprüfung im Fach Dirigieren mit der Bestnote. Während dieser Zeit erhielt Ibrahimov ein Stipendium der Stiftung „Freunde der Aserbaidschanischen Kultur“ sowie der Dr. Carl Dörcken-Werner Richard Stiftung und führte Konzerte in n deutschen Städten unter der Schirmherrschaft der Yehudi Menuhin Foundation. Außerdem im Jahr 2010 erhielt er einen DAAD-Preis für hervorragende Leistungen ausländischer Studierender an den deutschen Hochschulen.
Seit seiner Kindheit konzertiert Fuad Ibrahimov national und international als Solist und als Mitglied unterschiedlicher Kammerensembles und Orchesters. Maßgeblich inspiriert auch durch Meisterkurse u. a. bei Mstyslaw Rostropowitsch, der ihn besonders prägte, legte er auch in seiner eigenen Dirigententätigkeit früh einen besonderen Schwerpunkt auf die Arbeit mit hochbegabten Nachwuchsmusikern. Mit der auf seine Initiative gegründeten staatlichen „Jungen Philharmonie Aserbaidschan“ nahm er schon 2008 erstmals am Festival „Young Euro Classic“ in Berlin. 2010 betreute er ein Gemeinschaftsprojekt deutscher Musikschulen mit dem venezolanischen „El Sistema“ und arbeitete in Venezuela unter anderem mit der „Sinfonica“ des Bundesstaates Guárico.
Ibrahimov hat das Royal Philharmonic Orchestra (London), Orchestre Symphonique de Mulhouse (Frankreich), Nord Czech Philharmonic, das MDR-Sinfonieorchester (Leipzig), die Staatskapelle Halle, das Göttinger und Nürnberger Sinfonieorchester, die Philharmonie Südwestfalen, das Wiener Kammerorchester, das Kritische Orchester Berlin geleitet. 2012 hat er als Gast-Dirigent seine erste eigenständige Opernproduktion mit dem Kölner Gürzenich-Orchester an der Oper Köln übernommen. 2013–2015 hat er Wiedereinladungen zum Kölner Gürzenich-Orchester erhalten. Im Juni 2011 wurde er von Fabio Luisi zum „Pacific Music Festival“ in Japan eingeladen.

## CD-Aufnahmen
2013 – Gunter Raphael, Vol. 5: Concertini
2016 – The Bavarian Georgians